# Джонсон, Ниса
Ниса Эветт Джонсон (англ. Niesa Evett Johnson; родилась 7 февраля 1973 года в Клинтоне, штат Миссисипи, США) — американская профессиональная баскетболистка, выступавшая в женской национальной баскетбольной ассоциации. Не выставляла свою кандидатуру на драфт ВНБА 1999 года, но ещё до начала очередного сезона подписала договор с клубом «Шарлотт Стинг». До женской НБА она выступала в американской баскетбольной лиге, где за два с половиной сезона защищала цвета трёх различных команд. Играла на позиции разыгрывающего защитника.

## Ранние годы
Ниса Джонсон родилась 7 февраля 1973 года в городе Клинтон (штат Миссисипи), а училась она там же в одноимённой средней школе, в которой выступала за местную баскетбольную команду.